# 李逢陽
李逢陽（1529年—1572年），字惟明，號翰峰，南京金吾後衛軍籍直隸江都縣人，明朝政治人物。

## 生平
嘉靖三十七年（1558年）戊午科應天府鄉試第六十九名舉人。隆慶二年（1568年）中式戊辰科會試第二百二十四名，二甲第四名進士。初授户部主事，阅视草场税，改礼部儀制司，主持宫女采选。五年提调礼部会试事，升祠祭司员外郎，出使楚藩。晋郎中，隆慶六年卒，年四十四。

## 家族
曾祖李榮；祖父李春，恩例冠帶；父李祚，母黎氏。永感下。